# Schloss Kissing

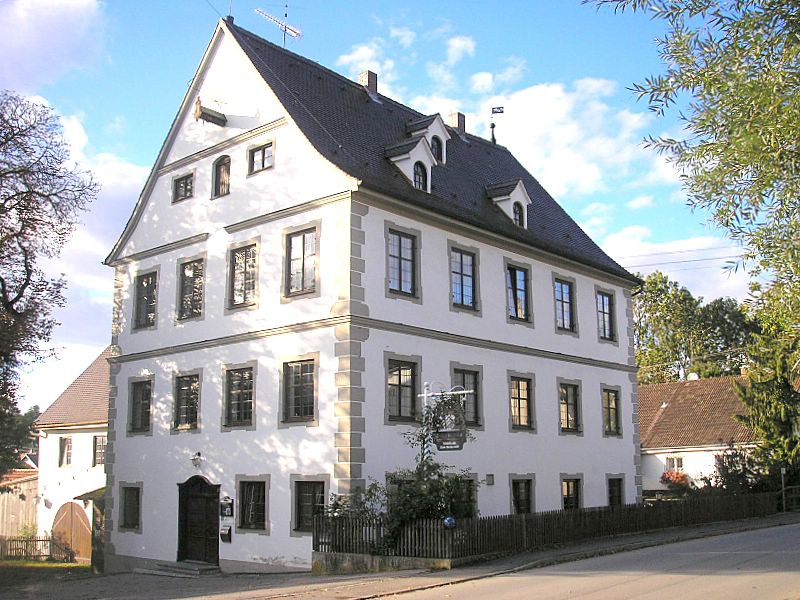
Gesamtansicht von Osten

Das ehemalige Schloss Kissing („Bäckerwirt“) war ursprünglich der Sitz des Richters der Hofmark Kissing im heutigen Landkreis Aichach-Friedberg in Schwaben. Der dreigeschossige Satteldachbau entstand um 1715 im Auftrag der Jesuiten und wurde im frühen 19. Jahrhundert zum Gasthaus umfunktioniert.

## Geschichte
Um 1500 erwarb der Hauptmann Konrad Bering das Grundstück vom Kloster Altomünster und errichtete darauf ein Wohnhaus. Hierzu musste ein Vorgängerbau abgerissen werden. Am 15. Juli 1530 nahm Kaiser Karl V. anlässlich des Augsburger Reichstages (Augsburger Bekenntnis) zusammen mit 17 Fürsten an einem Gastmahl im Garten des Anwesens teil.
1560 begann Melchior Manlich aus Augsburg mit einem Neubau. Bereits drei Jahre später musste der verschuldete Bauherr das Haus an Hieronimus Miesing verkaufen, der es – ebenfalls wegen Überschuldung – an Melchior Ilsung weitergab. Ilsung konnte den Bau schließlich vollenden. Architekturgeschichtlich bedeutsam ist die Beteiligung des jungen Elias Holl (1595), der darüber in seiner Autobiographie berichtet („…und in seinem Schloss eine zierliche Gartenmauer auf Rundpfeilern und Bögen, auch eine schöne Abseiten von Grund auf neu gebaut“).
Im Jahr 1603 kaufte das Augsburger Jesuitenkolleg St. Salvator das Anwesen von der Familie Ilsung. Um 1703/04 ließ der Orden den erhaltenen Bau in schlichten Barockformen errichten. Zur selben Zeit entstand auch der Neubau des nahen Schlossgutes Mergenthau. Das stattliche Anwesen unter der Pfarrkirche St. Stephan war dem Hofmarksrichter als Wohnung und Amtssitz zugewiesen. Im oberen Stockwerk wurden einige Wohnräume für die Ordensbrüder bereitgehalten. Der Entwurf dürfte von Hans Georg Mozart stammen, dessen Mitwirkung in Mergenthau durch eine Abschrift der Baurechnung belegt ist.
Bereits 1773 wurde der Jesuitenorden aufgehoben. Das kleine Schloss gelangte in den Besitz des katholischen Studienfonds Augsburg, der es schließlich 1809 versteigern ließ. Den Zuschlag erhielt der Bäckermeister Josef Merkl, der darin eine Bäckerei und ein Wirtshaus einrichtete. Seit dieser Zeit trägt das Gebäude den Hausnamen „Bäckerwirt“.
1970 nahm man bei einem Umbau das originale Treppenhaus mit seinem hölzernen Balustergeländer heraus. Die Stuckaturen der Räume im zweiten Stock und die barocken Türstöcke konnten jedoch erhalten werden. Bei einer späteren Außenrenovierung konnte die originale Fassadengliederung annähernd wiederhergestellt werden. Heute beherbergt das Schlösschen nach wie vor einen Gastronomiebetrieb.

## Beschreibung
Der „Bäckerwirt“ steht am Hang unter der Pfarrkirche in der Ortsmitte von Altkissing. Das zweite Obergeschoss wird durch ein kräftiges Gesimsband vom ehemaligen Amtssitz abgesondert. Die Giebel werden durch zwei weitere Bänder akzentuiert. Die Giebelseiten haben jeweils vier, die Längsseite fünf Fensterachsen. Die Gebäudekanten gliedert eine gemalte Eckquaderung, die Fenster sind von geohrten Rahmungen umgeben.
Das Eingangsportal an der Südseite mit seinem geschweiften Abschluss dürfte zwar aus dem 18. Jahrhundert stammen, ist aber nicht der ursprüngliche Türstock. Das Satteldach ist im unteren Teil geknickt und trägt einige Dachgauben mit Rundbogenfenstern. Den Südgiebel ziert eine Sonnenuhr, darunter springt ein Aufzugsbalken aus der Wandfläche.
Der im Westen rechtwinklig anstoßende Bautrakt hatte ehemals ebenfalls drei Geschosse, das Dach scheint etwas niedriger gewesen zu sein (Ansicht auf einem Kupferstich Michael Wenings, um 1710).
Im Inneren des zweiten Obergeschosses blieb eine originale Tür aus der Bauzeit erhalten. Am aufwändigsten ist der Eingang zur ehemaligen Kapelle gearbeitet. Das Portal wird von zwei geschnitzten Säulen flankiert, die Tür besitzt noch ihre ursprünglichen Beschläge. Drei Zimmer sind mit Stuckdecken des Meisters Mathias Lotter ausgestattet (1725). Der Deckenspiegel der Kapelle trägt ein Relief mit der Darstellung des Jesuitenheiligen Ignatius von Loyola, dem die Muttergottes erscheint.